# Filipp Géza
Filipp Géza (Técső, 1919. december 18. – Saarbrücken, 1986. június 14.) immunológus, egyetemi oktató, az orvostudományok kandidátusa.

## Élete
Felsőfokú tanulmányait a prágai Károly Egyetemen és a debreceni Tisza István Tudományegyetem Orvostudományi Karán végezte. Oklevelének megszerzése (1944) után a Debreceni Tudományegyetem tanársegédje lett. 1954. február 26-án nyilvános vitában védte meg a neuroendokrin rendszer és anaphylaxia című kandidátusi értekezését. 1954 és 1956 között a Debreceni Orvostudományi Egyetem adjunktusa volt. Az 1956-os forradalom leverése után az NSZK-ba távozott. 1958-ban a saarbrückeni Saar-vidéki Egyetem adjunktusa lett. Tagja volt a New York-i Tudományos Akadémiának (1963). Főként az asztmával és különböző allergiás betegségekkel foglalkozott.
Fiai Marcus orvos és Gábor újságíró.

## Művei
- A gyomorfekély és allergia. (1947, 33.)
- Súlyos salvarsanallergia. (Orvosi Hetilap, 1947, 43.)
- A macska normális vérképe és csontveleje. Bán Andrással. (Orvosi Hetilap, 1948, 29.; Orvosok Lapja, 1948, 42.)
- Kísérleti adatok a RES működéséhez. (Orvosi Hetilap, 1948, 36.)
- Az antistin görcsokozó hatásának kivédése atropinnal. Csefkó Istvánnal, Gláz Edittel, Csalai Lászlóval. (Orvosi Hetilap, 1949, 15.)
- RES blockirozás és Antistin hatása a Sanarelli-Shwarzman-jelenségre. Kelenhegyi Mártonnal. (Orvosi Hetilap, 1949, 21.)
- Antihistaminok hatása a thrombininactiválásra. Csefkó Istvánnal, Gláz Edittel, Csalay Lászlóval. (Orvosi Hetilap, 1950, 15.)
- Endokrinallergiás urticaria, gyógyult. Fülöp Tiborral. (Orvosi Hetilap, 1950, 16.)
- Tetanus oltás utáni serumshock. Bán Andrással. (Orvosi Hetilap, 1950, 53.)
- Familláris allergiás diathesis. Szentiványi Andorral. (Orvosi Hetilap, 1951, 26.)
- Dohányallergiás vizsgálatok. Szentiványi Andorral, Legeza Ireneusznével. (Orvosi Hetilap, 1951, 44.)
- Allergiás reakció szervi localizációjának kérdése. Szentiványi Andorral. (Orvosi Hetilap, 1952, 11.)
- Anaphylaxia és idegrendszer I. közlemény. Szentiványi Andorral, Mess Bélával. (Orvosi Hetilap, 1952, 16.)
- Anaphylaxia és idegrendszer II. közlemény. Szentiványi Andorral, Mess Bélával. (Orvosi Hetilap, 1952, 42.)
- Penicillin-túlérzékeny asthma-eset. Fehértai Erzsébettel. (Orvosi Hetilap, 1953, 28.)
- A központi idegrendszer szerepe allergiás folyamatokban. (Orvosi Hetilap, 1954, 1.)
- Újabb tapasztalatok histamin-azoproteinnel a belgyógyászati therapiában. Went Ferenccel, Szentiványi Andorral. (Orvosi Hetilap, 1954, 19.)
- Anaphylaxia és idegrendszer III. közlemény. Szentiványi Andorral. (Orvosi Hetilap, 1954, 21.)
- Anaphylaxia és idegrendszer IV. közlemény. Szentiványi Andorral. (Orvosi Hetilap, 1954, 22.)
- Kísérletes vizsgálatok az AM 49-es jelzésű asthmaellenes gyógyszerrel. Keszthelyi Mihállyal, Demény Péterrel. (Orvosi Hetilap, 1957, 7-8.)
- Vérképzőszervi betegségek allergiás vonatkozásai. Keszthelyi Mihállyal. (Orvosi Hetilap, 1957, 29.)